# Ротерем Каунти
ФК «Ро́терем Ка́унти» (англ. Rotherham County F.C.) — английский футбольный клуб, который базировался в Ротереме, Саут-Йоркшир. Клуб был основан в 1870 году под названием «Торнхилл», в 1905 году переименован в «Ротерем Каунти». С 1919 по 1925 годы выступал в Футбольной лиге Англии. В 1925 году команда прекратила своё существование, объединившись с «Ротерем Таун» и образовав новый клуб «Ротерем Юнайтед».

## История
Клуб был основан в 1870 году под названием «Торнхилл» (англ. Thornhill F.C.). Позднее стал называться «Торнхилл Юнайтед». В 1905 году изменил название на «Ротерем Каунти» (англ. Rotherham County F.C.). В 1903 году вступил в Лигу Мидленда (англ. Midland League) и выступал в этом турнире до Первой мировой войны. «Ротерем Каунти»  выигрывал Лигу Мидленда на протяжении четырёх сезонов подряд с 1912 по 1915 год.
После Первой мировой войны «Ротерем Каунти» был приглашён в Футбольную лигу, которая в 1919 года расширилась с 40 до 44 команд. Команда была избрана во Второй дивизион. Свой первый матч во Втором дивизионе «Каунти» провёл на домашнем стадионе, обыграв «Ноттингем Форест» со счётом 2:0. Свой первый сезон во Втором дивизионе Футбольной лиги команда завершила на 17-м месте.
В 1922 году клуб был оштрафован Футбольной лигой за незаконные выплаты игрокам, а в 1923 году выбыл из Второго дивизиона в Третий северный дивизион, где провёл ещё два сезона.
Сезон 1924/25 команда завершила на последнем 22-м месте Третьего северного дивизиона. 25 мая 1925 года «Ротерем Каунти» объединился с клубом «Ротерем Таун», образовав новый клуб под названием «Ротерем Юнайтед», который был переизбран в Футбольную лигу вместо «Ротерем Каунти».

## Стадион
До 1907 года «Ротерем Каунти» выступал на стадионе «Ред Хаус Граунд», а затем переехал на «Миллмур», так как старый стадион не соответствовал требованиям для проведения матчей Кубка Англии. Новый стадион был построен на участке, купленном у Мидлендской железной дороги. При строительстве «Миллмура» использовалась часть демонтированных трибун со стадиона «Ред Хаус Граунд», а также железнодорожные шпалы. Чтобы прохожие не могли смотреть футбольные матчи с улицы, была возведена стена высотой в 10 метров. Также были построены помещения для раздевалок. На момент открытия «Миллмур» вмещал около 15 000 зрителей. Стадион изначально планировали назвать «Коронейшн Граунд» (англ. Coronation Ground), но в итоге было решено назвать его «Миллмур», что является отсылкой к снесённой мельнице, которая ранее находилась на месте постройки.
2 сентября 1907 года «Ротерем Каунти» провёл свою первую игру на «Миллмур»: это был матч против второй команды «Лидс Сити». Победу в матче одержал «Ротерем Каунти», а первый гол на стадионе забил нападающий «Каунти» Алжернон Пайнегар.
В сезоне 1919/20 матч Второго дивизиона между «Ротерем Каунти» и «Тоттенхэм Хотспур» посетило 18 000 зрителей. В следующем сезоне на матч между «Ротерем Каунти» и «Уэнсдей» на «Миллмур» пришло 21 000 зрителей, что до сих пор является рекордом посещаемости стадиона.

## История выступления в лигах и кубках
| Сезон   | Дивизион                                 | Место   | Кубок Англии          |
| ------- | ---------------------------------------- | ------- | --------------------- |
| 1903/04 | Лига Мидленда                            | 12-е/18 | —                     |
| 1904/05 | Лига Мидленда                            | 5-е/17  | —                     |
| 1905/06 | Лига Мидленда                            | 10-е/18 | 2-й квал. раунд       |
| 1906/07 | Лига Мидленда                            | 10-е/20 | 5-й квал. раунд       |
| 1907/08 | Лига Мидленда                            | 19-е/20 | Предварительный раунд |
| 1908/09 | Лига Мидленда                            | 19-е/20 | 4-й квал. раунд       |
| 1909/10 | Лига Мидленда                            | 11-е/22 | 2-й квал. раунд       |
| 1911/12 | Лига Мидленда                            | 1-е/19  | 4-й квал. раунд       |
| 1912/13 | Лига Мидленда                            | 1-е/20  | 4-й квал. раунд       |
| 1913/14 | Лига Мидленда                            | 1-е/18  | 4-й квал. раунд       |
| 1914/15 | Лига Мидленда                            | 1-е/20  | 6-й квал. раунд       |
|         |                                          |         |                       |
| 1919/20 | Второй дивизион Футбольной лиги          | 17-е/22 | 6-й квал. раунд       |
| 1920/21 | Второй дивизион Футбольной лиги          | 19-е/22 | 6-й квал. раунд       |
| 1921/22 | Второй дивизион Футбольной лиги          | 16-е/22 | 5-й квал. раунд       |
| 1922/23 | Второй дивизион Футбольной лиги          | 21-е/22 | Первый раунд          |
| 1923/24 | Третий северный дивизион Футбольной лиги | 4-е/22  | 6-й квал. раунд       |
| 1924/25 | Третий северный дивизион Футбольной лиги | 22-е/22 | 5-й квал. раунд       |

## Достижения
| - Лига Мидленда - Чемпион (4): 1911/12, 1912/13, 1913/14, 1914/15 | - Кубок графства Шеффилда и Халламшира - Обладатель: 1922/23 - Финалист: 1924/25, 1927/28 - Большой кубок Шеффилда и Халламшира - Обладатель: 1912/13, 1913/14 - Финалист: 1908/09 |

## Рекорды
- Наивысшее место в Футбольной лиге: 16-е, Второй дивизион Футбольной лиги, 1921/22
- Лучший результат в Кубке Англии: 1-й раунд, 1922/23 (проиграли «Челси» со счётом 0:1)